# Clasificación para la Copa Asiática 1968
La Clasificación para la Copa Asiática 1968 fue la fase previa que se jugó para definir a los participantes del torneo a celebrarse en Irán.

## Zonas

### Grupo 1
Los partidos se jugaron en Birmania.
| Equipo   | Pts | PJ | PG | PE | PP | GF | GC | Dif |
| -------- | --- | -- | -- | -- | -- | -- | -- | --- |
| Birmania | 6   | 3  | 3  | 0  | 0  | 5  | 0  | +5  |
| Camboya  | 4   | 3  | 2  | 0  | 1  | 4  | 2  | +2  |
| Pakistán | 1   | 3  | 0  | 1  | 2  | 1  | 4  | −3  |
| India    | 1   | 3  | 0  | 1  | 2  | 2  | 6  | −4  |

| Fecha                   | Lugar                    |          |  | Resultado |  |          |
| ----------------------- | ------------------------ | -------- |  | --------- |  | -------- |
| 12 de noviembre de 1967 | Estadio Aung San, Rangún | Birmania |  | 2:0       |  | India    |
| 13 de noviembre de 1967 | Estadio Aung San, Rangún | Camboya  |  | 1:0       |  | Pakistán |
| 15 de noviembre de 1967 | Estadio Aung San, Rangún | Pakistán |  | 1:1       |  | India    |
| 16 de noviembre de 1967 | Estadio Aung San, Rangún | Birmania |  | 1:0       |  | Camboya  |
| 18 de noviembre de 1967 | Estadio Aung San, Rangún | Camboya  |  | 3:1       |  | India    |
| 19 de noviembre de 1967 | Estadio Aung San, Rangún | Birmania |  | 2:0       |  | Pakistán |

### Grupo 2
| Equipo          | Pts | PJ | PG | PE | PP | GF | GC | Dif |
| --------------- | --- | -- | -- | -- | -- | -- | -- | --- |
| Hong Kong       | 8   | 4  | 4  | 0  | 0  | 9  | 1  | +8  |
| Tailandia       | 4   | 4  | 2  | 0  | 2  | 5  | 4  | +1  |
| Vietnam del Sur | 4   | 4  | 2  | 0  | 2  | 4  | 4  | 0   |
| Malasia         | 3   | 4  | 1  | 1  | 2  | 4  | 5  | −1  |
| Singapur        | 1   | 4  | 0  | 1  | 3  | 2  | 10 | −8  |

| Fecha               | Lugar                         |                 |  | Resultado |  |                 |
| ------------------- | ----------------------------- | --------------- |  | --------- |  | --------------- |
| 22 de marzo de 1967 | Government Stadium, Hong Kong | Hong Kong       |  | 2:0       |  | Vietnam del Sur |
| 24 de marzo de 1967 | Government Stadium, Hong Kong | Malasia         |  | 1:1       |  | Singapur        |
| 24 de marzo de 1967 | Government Stadium, Hong Kong | Tailandia       |  | 0:1       |  | Vietnam del Sur |
| 26 de marzo de 1967 | Government Stadium, Hong Kong | Tailandia       |  | 4:1       |  | Singapur        |
| 26 de marzo de 1967 | Government Stadium, Hong Kong | Hong Kong       |  | 3:1       |  | Malasia         |
| 29 de marzo de 1967 | Government Stadium, Hong Kong | Vietnam del Sur |  | 0:2       |  | Malasia         |
| 29 de marzo de 1967 | Government Stadium, Hong Kong | Hong Kong       |  | 2:0       |  | Singapur        |
| 31 de marzo de 1967 | Government Stadium, Hong Kong | Tailandia       |  | 1:0       |  | Malasia         |
| 2 de abril de 1967  | Government Stadium, Hong Kong | Hong Kong       |  | 2:0       |  | Tailandia       |
| 2 de abril de 1967  | Government Stadium, Hong Kong | Vietnam del Sur |  | 3:0       |  | Singapur        |

### Grupo 3
| Equipo             | Pts | PJ | PG | PE | PP | GF | GC | Dif |
| ------------------ | --- | -- | -- | -- | -- | -- | -- | --- |
| República de China | 7   | 4  | 3  | 1  | 0  | 15 | 4  | +11 |
| Japón              | 7   | 4  | 3  | 1  | 0  | 8  | 4  | +4  |
| Corea del Sur      | 3   | 4  | 1  | 1  | 2  | 9  | 4  | +5  |
| Indonesia          | 3   | 4  | 1  | 1  | 2  | 10 | 6  | +4  |
| Filipinas          | 0   | 4  | 0  | 0  | 4  | 0  | 24 | −24 |

| Fecha               | Lugar                     |                    |                                  | Resultado |  |               |
| ------------------- | ------------------------- | ------------------ | -------------------------------- | --------- |  | ------------- |
| 27 de julio de 1967 | Estadio Zhongshan, Taipéi | República de China | Bandera de la República de China | 2:2       |  | Japón         |
| 27 de julio de 1967 | Estadio Zhongshan, Taipéi | Corea del Sur      |                                  | 1:1       |  | Indonesia     |
| 1 de agosto de 1967 | Estadio Zhongshan, Taipéi | República de China | Bandera de la República de China | 9:0       |  | Filipinas     |
| 1 de agosto de 1967 | Estadio Zhongshan, Taipéi | Japón              |                                  | 2:1       |  | Corea del Sur |
| 3 de agosto de 1967 | Estadio Zhongshan, Taipéi | República de China | Bandera de la República de China | 3:2       |  | Indonesia     |
| 3 de agosto de 1967 | Estadio Zhongshan, Taipéi | Japón              |                                  | 2:0       |  | Filipinas     |
| 5 de agosto de 1967 | Estadio Zhongshan, Taipéi | Japón              |                                  | 2:1       |  | Indonesia     |
| 5 de agosto de 1967 | Estadio Zhongshan, Taipéi | Corea del Sur      |                                  | 7:0       |  | Filipinas     |
| 7 de agosto de 1967 | Estadio Zhongshan, Taipéi | República de China | Bandera de la República de China | 1:0       |  | Corea del Sur |
| 7 de agosto de 1967 | Estadio Zhongshan, Taipéi | Indonesia          |                                  | 6:0       |  | Filipinas     |

### Zona 4
Israel clasificó luego de que Afganistán y Kuwait abandonaran el torneo.